# Lissopholidisis furcula
Lissopholidisis furcula is een zachte koraalsoort uit de familie Isididae. De koraalsoort komt uit het geslacht Lissopholidisis. Lissopholidisis furcula werd in 1998 voor het eerst wetenschappelijk beschreven door Alderslade. 